# إديو مانغا
إديو مانغا (بالبرتغالية: Antonio Eduardo dos Santos) (مواليد 2 فبراير 1967) هو لاعب كرة قدم. يلعب مع منتخب البرازيل لكرة القدم منذ عام 1987.

## وصلات خارجية
- إديو مانغا على موقع رابطة كرة القدم اليابانية للمحترفين (اليابانية)
- إديو مانغا على موقع قاعدة بيانات كرة القدم.إي يو (الإنجليزية)
- إديو مانغا على موقع ناشيونال فوتبول تيمز (الإنجليزية)
- إديو مانغا على موقع Soccerway.com (الإنجليزية)
- إديو مانغا على موقع عالم كرة القدم.نت (الإنجليزية)

- National Football Teams